# Uhlenhof (Uckerland)
Uhlenhof ist ein bewohnter Gemeindeteil im Ortsteil Jagow der amtsfreien Gemeinde Uckerland im Landkreis Uckermark in Brandenburg.

## Geographie
Der Ort liegt einen Kilometer nordwestlich von Taschenberg und zehn Kilometer südlich von Strasburg (Uckermark). Die Nachbarorte sind Taschenberg Ausbau im Norden, Taschenberg im Südosten, Kutzerow im Süden, Dolgen im Westen sowie Zarnkehöfe im Nordwesten.

## Geschichte
Die erste schriftliche Erwähnung des Ortes stammt aus dem Jahr 1796. In dieser Urkunde wurde er als Schäferei verzeichnet. Vor 1816 gehörte die Gegend zum Uckermärkischen Kreis der Landschaft Uckermark in der Mark Brandenburg und kam in dem genannten Jahr zum Kreis Prenzlau. Im Abschnitt XI. 133 des Ortschaftsverzeichnisses findet sich 1817 ein Eintrag in der heutigen Schreibweise.